# Soriba Soumah
Pour les articles homonymes, voir Soumah.
Soriba Soumah dit Edenté, né en 1946 à Conakry et mort le 11 juin 2004 dans la même ville, est un footballeur guinéen des années 1960 et 1970.

## Biographie
Joueur du Hafia FC, il est international guinéen et participe aux JO 1968 (1er tour), puis aux CAN 1970 (1er tour, 2 buts) et enfin CAN 1974 (1er tour, 1 but).